# ديفيد هيل
ديفيد هيل (بالإنجليزية: David Hale)‏ (مواليد 1961) دبلوماسي أمريكي. يتحدث العربية، وهو خريج جامعة جورج تاون، ومولود في نيو جيرسي.

## مهامه

### خارج الولايات المتحدة
- تم تعيينه سفيرا لباكستان في 10 مارس 2015.
- شغل منصب سفير الولايات المتحدة في لبنان منذ 1 أغسطس 2013.
- المبعوث الخاص للسلام في الشرق الأوسط، 2011-2013
- نائب المبعوث الخاص للسلام في الشرق الأوسط (2009-2011)،
- سفير الولايات المتحدة لدى المملكة الأردنية الهاشمية (2005-2008)
- خدم في البعثات الأمريكية في تونس، البحرين، المملكة العربية السعودية والأمم المتحدة.

### في واشنطن
في واشنطن، كان هيل نائب مساعد وزيرة الخارجية لشؤون العلاقات مع إسرائيل ومصر وبلاد الشام، كما عمل كمدير الشؤون الإسرائيلية الفلسطينية في الخارجية الأمريكية. شغل عدة مناصب، بما في ذلك المساعد التنفيذي لوزيرة الخارجية مادلين أولبرايت.
في عام 2013 قدمت وزيرة الخارجية هيلاري كلينتون له جائزة الخدمة المتميزة.